# Frère Jacques (chanson d'Anne-Marie Besse)
Pour les articles homonymes, voir Frère Jacques.
Chansons représentant le Luxembourg au Concours Eurovision de la chanson
Chansons pour ceux qui s'aiment
(1976) Parlez-vous français ?
(1978)
Singles de Anne-Marie B.
Voici la scie
(1975)
Frère Jacques est une chanson écrite par Pierre Cour et Guy Béart et interprétée par Anne-Marie Besse sous le nom de scène « Anne-Marie B. », sortie en 45 tours en 1977 chez EMI-Pathé.
C'est la chanson représentant le Luxembourg au Concours Eurovision de la chanson 1977.
Les paroles de la chanson font notamment, comme son titre l'indique, référence à la comptine française éponyme.

## À l'Eurovision

### Sélection
La chanson Frère Jacques, interprétée par Anne-Marie Besse, est sélectionnée en interne pour représenter le Luxembourg au Concours Eurovision de la chanson 1977 le 7 mai à Londres (Angleterre), au Royaume-Uni.

### À Londres
La chanson est intégralement interprétée en français, l'une des langues officielles du Luxembourg, comme l'impose la règle de 1977 à 1998. L'orchestre est dirigé par Johnny Arthey.
Frère Jacques est la septième chanson interprétée lors de la soirée du concours, suivant Telegram de Silver Convention pour l'Allemagne et précédant Portugal no coração (en) d'Os Amigos pour le Portugal.
À l'issue du vote, elle obtient 17 points, se classant 16e sur 18 chansons,.

## Liste des titres
| A. | Frère Jacques | Pierre Cour, Guy Béart | 2:55 |
| B. | Bébé Chat     | Pierre Cour, Guy Béart | 3:14 |

## Classements

### Classements hebdomadaires
| Classement (1977) | Meilleure position |
| ----------------- | ------------------ |
| France (IFOP)     | 64                 |

## Historique de sortie
| Pays      | Date | Format   | Label     |
| --------- | ---- | -------- | --------- |
| Allemagne | 1977 | 45 tours | EMI-Pathé |
| Belgique  | 1977 | 45 tours | EMI-Pathé |
| Espagne   | 1977 | 45 tours | EMI-Pathé |
| France,   | 1977 | 45 tours | EMI-Pathé |
| Grèce     | 1977 | 45 tours | EMI-Pathé |
| Pays-Bas  | 1977 | 45 tours | EMI-Pathé |
| Portugal  | 1977 | 45 tours | EMI-Pathé |